# Olympische Jugend-Sommerspiele 2014/Teilnehmer (Syrien)
| Gelbes Symbol für Goldmedaillen mit stilisierten Olympischen Ringen | Graues Symbol für Silbermedaillen mit stilisierten Olympischen Ringen | Braundes Symbol für Bronzemedaillen mit stilisierten Olympischen Ringen |
| ------------------------------------------------------------------- | --------------------------------------------------------------------- | ----------------------------------------------------------------------- |
| —                                                                   | —                                                                     | —                                                                       |

Die Jugend-Olympiamannschaft aus Syrien für die II. Olympischen Jugend-Sommerspiele vom 16. bis 28. August 2014 in Nanjing (Volksrepublik China) bestand aus neun Athleten.

## Athleten nach Sportarten

### Basketball
Mädchen
- 3x3: 19. Platz
- Minerva Ajjan
- Sara Allaw
- Farah Assad
Shoot-out: 12. Platz
- Sarah Sinjar
Shoot-out: 56. Platz

### Fechten
Jungen
- Mohammad Shaheen
Degen Einzel: 13. Platz

### Leichtathletik
Mädchen
- Fatima Raya
2000 m Hindernis: 10. Platz
8 × 100 m Mixed: 58. Platz
- Mais Barhoum
Diskuswurf: DNF
8 × 100 m Mixed: 22. Platz

### Schwimmen
| Mädchen - Nermeen Jirdy 200 m Freistil: 35. Platz | Jungen - Lorance Al-Sabee 200 m Freistil: 31. Platz |